# Ironman Hawaii 1978
Der Hawaiian Iron Man Triathlon als Premierenveranstaltung des Ironman Hawaii fand am 18. Februar 1978 auf der hawaiianischen Insel Oʻahu um die Hauptstadt Honolulu herum statt und war der Vorläufer der ab 1981 auf der Nachbarinsel Big Island unter dem ab dann als Markenzeichen geschützten Bezeichnung „Ironman World Championship“ ausgetragenen Veranstaltung.

## Hintergrund
Während der Siegerehrung des „Oahu Perimeter Relay Runs“, einem Staffellauf für fünfköpfige Mannschaften, an einem Montagabend im Februar 1977 im Garten der Primo-Brauerei in Pearl City diskutierten einige Teilnehmer angesichts eines vierzehn Tage später stattfindenden Swim & Runs, organisiert vom „Waikiki Swim Club“ sowie den „Mid-Pacific Road Runners“, sowie bevorstehender Ultramarathonläufe sowie Langstreckenschwimmen zwischen den hawaiianischen Inseln darüber, ob Schwimmer, Läufer oder andere Athleten die ausdauerndsten Sportler seien. Der Commander der US Navy John Collins fügte der Diskussion hinzu, dass er gelesen habe, dass der belgische Radsportler Eddy Merckx über die größte jemals festgestellte Sauerstoffaufnahmefähigkeit verfüge. Collins, der mit seiner Ehefrau Judy bereits in den Vorjahren an Triathlonveranstaltungen 1974 beim San Diego Track Club Triathlon und 1975 beim Optimist Triathlon in Coronado teilgenommen hatte, regte dabei an, drei auf Oʻahu bereits bestehende Wettkämpfe zu kombinieren: den 3,86 Kilometer (2,4 Meilen) langen „Waikiki Roughwater Swim“, das 184 Kilometer (115 Meilen) lange „Around Oahu Bike Race“ sowie den Honolulu-Marathon. Durch eine Verkürzung der Radstrecke um drei Meilen war es möglich, das Radrennen am Ausstieg aus dem Wasser starten und beim Aloha Tower im Hafen Honolulus, der seit 1973 als Startort des Marathons genutzt wird, enden zu lassen. Die Radstrecke wurde dadurch auf 180 Kilometer (112 Meilen) verkürzt. Fünf Gesprächsteilnehmer sagten spontan ihre Teilnahme zu, ein paar weitere wollten als Volunteers unterstützen. Beschwingt von der Idee ergriff John Collins das Mikrofon auf der Bühne, erläuterte das Vorhaben den Anwesenden aus den rund einhundert Staffeln, die teilgenommen hatten, und erklärte, der Erste, der das Ziel erreiche, wäre der „Iron Man“  – anknüpfend an den Spitznamen eines legendären Läufers aus der Marinewerft in Pearl Harbor.

## Organisation
Über die Monate hinweg wurde das Vorhaben zwar regelmäßig thematisiert, aber nicht umgesetzt. John und Judy Collins hatten sich ein Haus gekauft, und es gab auch sonst stets dringenderes zu tun. Als schließlich Tom Knoll, einer von Collins’ Freunden aus der Navy berichtete, dass seine Abberufung nach Okinawa für das kommende Frühjahr angekündigt worden war, sie beschlossen, es baldmöglichst nach dem nächsten Perimeter Relay umzusetzen. Nach einigen Vorgesprächen beantragte John Collins am 1. Februar 1978 die Genehmigung der Veranstaltung bei der Verkehrsabteilung von Honolulu und erhielt eine Woche später die offizielle Genehmigung. Eine Woche vor der Veranstaltung veröffentlichte der „Honolulu Advertiser“, damals Honolulus größte Tageszeitung, einen Vorbericht unter der Überschrift „Three (huff) Races in one (puff) day“ (in einem Zug drei Rennen keuchen). Als Schwimmstart war der San Souci Strand zwischen dem Schwimmbad und dem Outrigger Kanuclub im Süden von Waikiki vorgesehen. Ein Führungsboot führte die Teilnehmer zunächst um ein Riff herum Richtung Westen, anschließend nach Nordwesten bis zu einer Boje vor dem Hilton Hawaiian Village Hotel und dann zum Ausstieg am Fort Derussy Strand. Zusätzlich zu den Eskortbooten mit Rettungsschwimmern musste jeder Teilnehmer einen persönlichen Begleiter in einem Paddelboot organisieren. Jeder Teilnehmer erhielt eine helle, nummerierte Badekappe. Die Radstrecke verlief um Makapuʻu Point Richtung Nordküste nach Haleʻiwa, weiter nach Wahiawa und über den Farrington Highway zum Nimitz Highway und endete am Aloha Tower. Dort begann die Laufstrecke, die auf dem Originalkurs des Honolulu Marathons verlief, wobei im Unterschied zu dieser Veranstaltung dort die Straßen für PKW-Verkehr gesperrt wurden. Sowohl während der Rad- wie auch der Laufstrecke hatte jeder Teilnehmer ein persönliches Begleitfahrzeug zu organisieren, die für die individuelle Verpflegung während der Veranstaltung verantwortlich waren. Jede Art von Fahrrad, Tri-Bike, Skateboard o. ä. mit Muskelkraft betriebenes Fortbewegungsmittel auf der Radstrecke war zugelassen – musste aber durch die Athleten selbst organisiert werden. Auf der Laufstrecke war ausdrücklich neben laufen und gehen auch krabbeln erlaubt. Das Startgeld betrug 3 US$. Für die Teilnahme musste jeder Athlet seine Mitgliedschaft im Iron Man Triathlon Organizing Committee beantragen. Die Veranstaltung war ausdrücklich als persönliche Herausforderung und nicht als sportlicher Wettkampf ausgeschrieben. Vor dem Start erhielt jeder Teilnehmer eine Wettkampfbeschreibung aus ein paar kopierten Blättern.

“Swim 2.4 miles, bike 112 miles, run 26.2 miles. Brag for the rest of your life!”

„Schwimme 3,8 km, radle 180 km, laufe 42,2 km. Prahle damit für den Rest Deines Lebens!“

## Wettkampfverlauf
Insgesamt 18 Anmeldungen hatte Collins erhalten, 15 Männer starteten am Morgen des 18. Februar um 7 Uhr. John Collins gehörte selbst zu den Teilnehmern, seine Frau Judy hatte zwar auch vorgehabt zu starten, musste aber wenige Tage vor dem Start das Vorhaben zurücknehmen. Sein Navy-Kollege Tom Knoll war dabei, Henry Forrest von den Marines, der Arzt Sterling Lewis, der Barkeeper Ian Emberson, der ehemalige SEALs-Soldat und jetzige Student an der Universität Honolulu John Dunbar. Archie Hapai, ebenfalls Student in Honolulu kam als erster aus dem Wasser, gefolgt von John Dunbar. Gordon Haller, ein ehemaliger Navy-Soldat und Fitnessenthusiast, der sich seinen Lebensunterhalt mit nächtlichen Taxifahrten verdiente, wurde während des Schwimmens von einem elfjährigen Nachbarsjungen auf einem Surfbrett paddelnd begleitet. Nach dem Schwimmen nutzte er zunächst eine Dusche in einem nahegelegenen Hotel, bevor er auf die Radstrecke wechselte. Er nutzte ein Rennrad, das ihm ein Unterstützer gemietet hatte. Da sich die Übersetzung aber als ungeeignet für das Streckenprofil erwies, wechselte er unterwegs auf sein Tourenrad, mit dem er sonst zur Arbeit fuhr. Auf der Radstrecke ließ sich Haller von zwei PKWs begleiten – eine Regel, auf die sich die Teilnehmer vorher gemeinsam festgelegt hatten. Einer der 15 Starter, Ralph Yawata, musste wegen einer Panne seines Begleitfahrzeuges aussteigen. Es gab weder Startnummern, noch Straßensperrungen, alle Teilnehmer hatten sich an die Vorfahrts- und sonstigen Verkehrsregeln zu halten. Die Organisation der Essensverpflegung durch Begleiter während des Rennens lag in der Verantwortung des Einzelnen – Teilnehmer, die diesbezüglich keine Unterstützung hatten, machten teilweise während des Rennens Pause in Fast-Food-Restaurants. Vor dem Wechsel auf die Laufstrecke sprang Gordon Haller zunächst in einen Brunnen, um sich abzukühlen, gönnte sich dann eine Massage von seinem Team und ließ sich von einem anwesenden Journalisten befragen. Dass er die schnellste Radzeit aller Teilnehmer haben würde, konnte er zu dem Zeitpunkt zwar noch nicht wissen. Aber ihm war klar, dass als einziger Teilnehmer der ehemalige SEALs-Soldat John Dunbar, ein Student an der Universität Honolulu und ebenfalls passionierter Marathonläufer, nur wenige Minuten vor ihm lag. Da Hallers Marathonbestzeit schneller als die Dunbars war, war er sich sicher, dass der Sieg möglich sein würde. Nach 17 und nochmals nach 20 Meilen – einmal während eines Toiletten-Stopps von Dunbar, das andere mal, als sich Dunbar wegen eines Krampfes massieren ließ – schloss Haller zu Dunbar auf der Strecke auf, musste ihn aber wieder ziehen lassen. Bei Kilometer 34 überholte er ihn dann final. Da Dunbars Begleitern andere Getränke ausgegangen waren, hatten diese ihm Bier zu trinken gegeben.
Haller dagegen hatte zwei Begleiter, die ihn mit Wasser und Cola versorgten.
Haller passierte das Ziel – ein normales Verkehrsschild, es gab keinen Zielbogen, keine Ziellinie auf der Straße oder ähnliches – als Sieger in 11:46:58 Stunden. Nach dem Rennen teilte Haller einem Journalisten mit, dass das Radfahren am schlimmsten gewesen sei, durch den Verkehr sei er teilweise gezwungen gewesen, in den Sand ausweichen zu müssen. In einer Kurve gegen Ende der Strecke habe er sich gar beinahe überschlagen. Ein anderer der 15 Teilnehmer, John King, war wirklich von der Straße in eine Müllhalde gedrängt worden, er blieb zwar unverletzt, es dauerte aber Stunden, sein Rad wieder fahrtüchtig zu bekommen.

“If ever there was a case of mind over matter, it was tried yesterday.”

„Falls es jemals eine Willensfrage gab, dann wurde es gestern gewagt.“

2007, fast dreißig Jahre später, kommentierte Gordon Haller retrospektiv sein Rennen mit den Worten „It’s just an amazing experience... certainly something I didn’t expect to have happen way back in the beginning“ (Es war eine verblüffende Erfahrung ... gewiss etwas, was ich in dieser Form am Anfang nicht erwartet hätte).

## Resultate
Insgesamt 15 Männer nahmen an dem Wettbewerb teil, von denen zwölf das Rennen beenden konnten. Sieger wurde der 28 Jahre alte Taxifahrer Gordon Haller. Seine Siegerzeit, kumuliert aus den im Schwimmen, Radfahren und Laufen erreichten Einzelergebnissen, betrug 11:46:40 Stunden, während die offizielle Startliste 11:46:00 Stunden und die lokale Tageszeitung „Honolulu Advertiser“ 11:46:58 Stunden angaben.
| Platz | Name               | Schwimmen | Rad      | Laufen  | Gesamtzeit |
| ----- | ------------------ | --------- | -------- | ------- | ---------- |
| 01.   | Gordon Haller      | 1:20:40   | 06:56:00 | 3:30:00 | 11:46:40   |
| 02.   | John Dunbar        | 1:00:15   | 07:04:00 | 4:03:00 | 12:07:15   |
| 03.   | Dave Orlowski      | 1:09:15   | 07:51:00 | 4:59:00 | 13:59:13   |
| 04.   | Ian Emberson       | 1:01:40   | 07:47.00 | 5:15.00 | 14:03:25   |
| 05.   | Sterling Lewis     | 1:02.30   | 07:47.00 | 5:15.00 | 14:04:35   |
| 06.   | Tom Knoll          | 2:13.05   | 08:19.00 | 4:13.00 | 14:45:11   |
| 07.   | Henry Forrest      | 1:36.42   | 08:47.00 | 5:06.00 | 15:30:14   |
| 08.   | Frank Day          | 1:44.20   | 08:45.00 | 6:09.00 | 16:38:31   |
| 09.   | John Collins       | 1:31.15   | 09:15.00 | 6:14.00 | 17:00:38   |
| 10.   | Archie Hapai       | 0:57.35   | 08:06.00 | 8:20.00 | 17:24:22   |
| 11.   | Daniel Hendrickson | 1:35.35   | 11:39.00 | 6:48.00 | 20:03:28   |
| 12.   | Harold Irving      | 1:05.30   | 11:04.00 | 8:08.00 | 21:00:38   |
| DNF   | John King          | 2:02:20   | 11:13:00 |         |            |
| DNF   | John Lloyd         | 1:37:15   | 09:00:00 |         |            |
| DNF   | Ralph Yawata       | 1:05:55   |          |         |            |